# Rodolfo Corsato
Rodolfo Corsato (Biella, 24 gennaio 1964) è un attore italiano.

## Biografia
Nato a Biella ma cresciuto tra Padova e Rovigo in una famiglia di origini venete, inizia a muovere i primi passi nel mondo dello spettacolo nei primi anni ottanta e recita in varie compagnie teatrali tra Rovigo e Bologna. Nel 1986 ottiene la borsa di studio per frequentare la scuola di recitazione di Vittorio Gassman a Firenze.
A ventitré anni si trasferisce a Roma e nel 1991 appare per la prima volta sugli schermi televisivi di Raiuno nel film televisivo Una questione privata di Alberto Negrin, coproduzione internazionale, come coprotagonista al fianco di 
Rupert Graves. Seguono due episodi della Bibbia: Abramo con Richard Harris e Barbara Hershey, regia Joseph Sargent, e il Giuseppe (Joseph) con Ben Kingsley e Martin Landau, diretto da Roger Young. Partecipa poi a diverse produzioni televisive di successo fino ad arrivare a Gino Bartali - L'intramontabile del 2006, diretto da Alberto Negrin dal il quale viene anche scelto per interpretare il ruolo del Generale Carlo Alberto dalla Chiesa nel film di successo televisivo per Rai 1 L'ultimo dei Corleonesi, nello stesso anno, Crimini - Morte di un confidente, regia dei Manetti Bros.. Sempre nel 2006 anche un'esperienza in Inghilterra, per la ITV Productions, come coprotagonista di What We Did on Our Holiday per la regia di Jeremy Webb. Sul grande schermo, dopo ruoli da protagonista e non, in film di secondo piano, nel 1999 compare nella produzione internazionale Il talento di Mr. Ripley (The Talented Mr. Ripley), di Anthony Minghella.
Con L'amore è eterno finché dura, di Carlo Verdone, con Laura Morante e Stefania Rocca, riceve il premio come Attore rivelazione 2004. L'anno seguente è nel cast di Manuale d'amore diretto da Giovanni Veronesi.
Nel 2005 è interprete del film di Marco Tullio Giordana Quando sei nato non puoi più nasconderti, film in concorso al Festival di Cannes in quell'anno e per il quale riceve numerosi riconoscimenti e la candidatura al Nastro d'argento come miglior attore non protagonista.
Nel 2008 è tra i protagonisti della fiction di Rai 2 Terapia d'urgenza e nel 2009 è tra i protagonisti della nona serie di Distretto di Polizia.
Tra le esperienze più recenti, la partecipazione nel film Io e te di Bernardo Bertolucci e quella nel film di Marco Risi Cha cha cha. Ha recitato al fianco di Gigi Proietti nella serie Una pallottola nel cuore per la regia di Luca Manfredi andato in onda su Rai 1 nell'autunno 2014.
Nel 2015 viene scelto come coprotagonista per il film Jag älskar dig - I love you divorce comedy prodotto dalla Stellanovafilm girato in Svezia in lingua inglese presa diretta per la regia di Johan Brisinger.
Sempre nel 2015 è coprotagonista nel cortometraggio Hello! I'ma producer ov Woody Allen  regia di Nicola Deorsola con la supervisione di Matteo Garrone presentato al Festival di Cannes 2016.
Dal 2017 al 2019 è stato impegnato nelle riprese di Un posto al sole, soap opera di Rai 3, nel ruolo dell'avvocato Massimo Enriquez.
Dopo aver lavorato di nuovo con i Manetti Bros., ha preso parte alla serie in onda su Rai 2 L'ispettore Coliandro. Sempre nel 2019 prende parte alle fiction Alberto Sordi su Rai1 con la regia di Luca Manfredi. "Giustizia per tutti" su Canale 5 con Raul Bova, regia di Maurizio Zaccaro;" I topi" su Rai 3 con e regia di Antonio Albanese. Nel 2021 interpreta Raffaele Mattioli nella docufiction Arnoldo Mondadori su Rai 1 con Michele Placido e poi Yara su Netflix per la regia di Marco Tullio Giordana. "Sul tetto del Mondo"  Rai1 con Alessio Boni regia di Stefano Vicario e nel 2023 " I cacciatori del Cielo" Rai1 con Beppe Fiorello con un grande successo di ascolti.
Nel 2020 fa parte del film internazionale "Hitman's Wife's Bodyguard" con Samuel L Jackson, Ryan Reynolds, Salma Hayek, Morgan Freeman, Antonio Banderas, Frank Grillo regia di Patrick Hughes.
Nel 2021 viene scelto per lavorare con Vincenzo Salemme in Con tutto il cuore distribuito da Medusa con ottimo successo di pubblico.
Nel 2024 è nelle sale cinematografiche italiane con il film di Pio e Amedeo "Come può uno scoglio"  con la regia di Gennaro Nunziante

## Filmografia

### Cinema
- Affetti speciali, regia di Felice Farina (1986)
- Favola crudele, regia di Roberto Leoni (1992)
- Blu notte, (protagonista) regia di Giorgio Serafini (1992)
- Bugie rosse, regia di Pierfrancesco Campanella (1993)
- Un altro giorno ancora, (protagonista) regia di Tonino Zangardi (1995)
- Cronaca di un amore violato, regia di Giacomo Battiato (1996)
- Il pesce innamorato, (coprotagonista) regia di Leonardo Pieraccioni (1999)
- Passeurs de rêves, regia di Hiner Saleem (2000)
- Ma che colpa abbiamo noi, regia di Carlo Verdone (2003)
- De reditu - Il ritorno, (coprotagonista) regia di Claudio Bondi (2003)
- L'amore è eterno finché dura, (protagonista)  regia di Carlo Verdone (2004) (premio attore rivelazione dell'anno)
- Manuale d'amore, (coprotagonista di episodio) regia di Giovanni Veronesi (2005)
- Quando sei nato non puoi più nasconderti, (coprotagonista) regia di Marco Tullio Giordana (2005) in concorso al Festival di Cannes 2005 (nomination Nastro D'Argento miglior attore non protagonista)
- Io e te, regia di Bernardo Bertolucci (2012) evento speciale al Festival di Cannes 2012
- Cha cha cha, regia di Marco Risi (2012)
- Jag älskar dig - En skilsmässokomedi, (coprotagonista) regia di Johan Brisinger (2016)
- The Hitman's wife's bodyguard regia di Patrick Hughes
- Con tutto il cuore, regia di Vincenzo Salemme (2021)
- Yara, regia di Marco Tullio Giordana (2021)
- Come può uno scoglio, regia di Gennaro Nunziante (2023)

### Televisione
- Bianco e nero, (coprotagonista) regia di Fabrizio Laurenti – film TV (1990)
- Un bambino in fuga, regia di Mario Caiano - miniserie TV (1991)
- Una questione privata, regia di Alberto Negrin - film TV (1993)
- Abramo (Abraham), regia di Joseph Sergent - Film TV (1993)
- Amico mio, regia di Paolo Poeti (1993)
- Giuseppe (Joseph), regia di Roger Jang - miniserie TV (1995)
- Due padri per una figlia, regia di York Gulneer (1996)
- La notte del profeta - Padre Pio da Pietrelcina, ( coprotagonista e produttore) regia di J.M. Benjamin (1999)
- Lui e lei, regia di Luciano Mannuzzi - serie TV (1999)
- I guardiani del cielo, regia di Alberto Negrin – film TV (1999)
- A due passi dal cielo, regia di Sergio Martino – film TV (1999)
- Cristallo di rocca, regia di Maurizio Zaccaro (1999)
- Turbo, regia di Andrea Bonifacio – serie TV (2000)
- L'ispettore Giusti,(protagonista di puntata) regia di Sergio Martino – serie TV (2000)
- Don Matteo,( protagonista di puntata) regia di Enrico Oldoini – serie TV (2000)
- Crociati, regia di D.O. Girard – miniserie TV (2001)
- Una donna per amico 3 (protagonista di puntata), regia di Alberto Manni – serie TV (2001)
- Il commissario,( protagonista di puntata) regia di Alessandro Capone – serie TV (2001)
- Storia di guerra e d'amicizia, regia di Fabrizio Costa – miniserie TV (2001)
- Carabinieri, regia di Raffaele Mertes – serie TV (2002)
- L'ultimo rigore, regia di Sergio Martino – miniserie TV (2002)
- Una donna scomoda, regia di Sergio Martino (2004)
- Padre speranza, regia di Ruggero Deodato – serie TV (2005)
- Gino Bartali - L'intramontabile, ( ruolo Alfredo Binda)regia di Alberto Negrin – serie TV (2006)
- What we did on our holiday,( coprotagonista) regia di Jeremy Webb – serie TV (2006)
- Crimini - Morte di un confidente, (protagonista) regia di Manetti bros – serie TV (2006)
- L'ultimo dei Corleonesi, (ruolo Grnerale Carlo Alberto dalla Chiesa) regia di Alberto Negrin – film TV (2007)
- Terapia d'urgenza, (protagonista) regia di Gianpaolo Tescari, Lucio Gaudino e Carmine Elia – serie TV (2008)
- I Cesaroni, regia di Francesco Pavolini - serie TV, episodio: 3x28 (2009)
- Distretto di Polizia 9, (protagonista) regia di Alberto Ferrari – serie TV, 24 episodi (2009)
- Mystery night, (protagonista) regia di Nicola Prosatore – serie TV National Geographic (2010)
- Crimini 2 - Little Dream, (protagonista) regia di Davide Marengo - serie TV (2010) vincitore del Fiction Film Festival di Roma e scelto per rappresentare la RAI al Fiction Film Festival di New York
- Non smettere di sognare, regia di Roberto Burchielli – serie TV (2011)
- CentoVetrine, (coprotagonista) regia di Pepi Romagnoli – serie TV (2011)
- Un medico in famiglia 8, regia di Stefano Chiantini - serie TV (2012)
- La farfalla granata,( coprotagonista) regia di Paolo Poeti – film TV (2013)
- Mister Ignis - L'operaio che fondò un impero,( coprotagonista) regia di Luciano Mannuzzi – serie TV (2014)
- Una pallottola nel cuore, regia di Luca Manfredi – serie TV (2014)
- Un posto al sole,( coprotagonista) registi vari – serie TV (dal 2017)
- L'ispettore Coliandro, regia dei Manetti Bros. – serie TV, episodio 7x02 (2018)
- Permette? Alberto Sordi, regia di Luca Manfredi – film TV (2020)
- I Topi,( protagonista di puntata) regia di Antonio Albanese
- Giustizia per tutti,( protagonista di puntata) regia di Maurizio Zaccaro – miniserie TV, puntata 6 (2022)
- Arnoldo Mondadori - I libri per cambiare il mondo, regia di Francesco Miccichè – docu-drama (2022)
- I cacciatori del cielo, regia di Mario Vitale – docu-film (2023)
- Il patriarca, regia di Claudio Amendola – serie TV, episodio 1x04 (2023)

### Cortometraggi
- La caccia,( coprotagonista) regia di Andrea Marzari (1994) vincitore del Nastro D'Argento 1995
- Storia di una coppia distratta,( coprotagonista) regia di Sandra Monteleoni con Anna Galiena (1996) evento speciale al Festival di Venezia
- Flat,(protagonista) regia di Gaia Gorrini  con Maria Grazie Cucinotta (2002) in concorso al Festival di Torino
- La ninfetta e il maggiordomo,(protagonista) regia di Luca Verdone (2006) vincitore del premio migliore attore al Festival di Sabaudia
- Loyalty and Deception, regia di Nicolò Tagliabue (2010) Special Mention  come migliore attore protagonista al Short Film Festival di New York
- Le Parrain, regia di Stephane Denis e Alice Lhermitte (2012)
- L'Homme, regia di Stephane Denis e Alice Lhermitte (2012)
- Into the inferno, regia di Nicolò Tagliabue (2013)
- Hello! I'm a producer ov Woody Allen,( protagonista) regia di Nicola Deorsola presentato al Festival di Cannes 2016 e vincitore del Festival di Milano

### Videoclip
- Sveglio (2012)

### Produttore
- La notte del profeta - Padre Pio da Pietrelcina (1999)
- Loyalty and Deception (2010)